# Âm Dương sư
Âm Dương sư (陰陽師/ おんみょうじ Onmyōji) là một chức quan tại Nhật Bản thời cổ đại, trực thuộc Âm Dương liêu, Trung Vụ tỉnh, nằm dưới sự quản lý của pháp lệnh chế. Họ sử dụng Âm Dương đạo (lấy âm dương, ngũ hành làm cơ sở) để bói toán, xem phong thủy. Về sau quan viên nắm giữ phương thuật bói toán vượt qua hạn chế pháp luật, cho nên Âm Dương sư chỉ còn là người phụ trách nghi thức hiến tế của Âm Dương liêu.

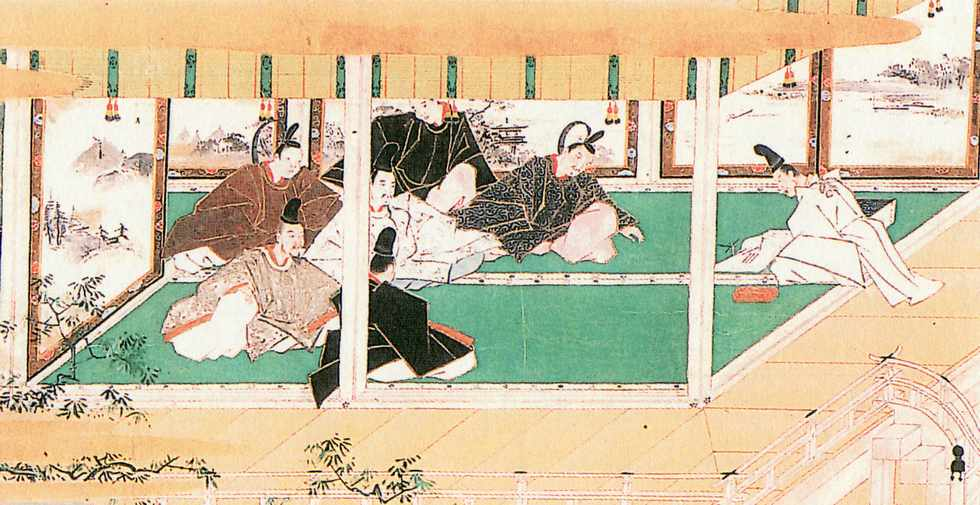
Một vị Âm Dương sư đang sử dụng tính trù để bói toán vào đầu thời Edo

Ngoài ra, sau thời chiến quốc, trong dân gian Nhật Bản cũng xuất hiện những nhân viên không chính thức cùng loại chức nghiệp với Âm Dương sư. Trong những tình huống nhất định, loại Âm Dương sư không chính thức này được gọi là "Thanh Văn sư", trùng tên với một chức nghiệp Thanh Văn sư khác. Từ thời cận đại, dân gian cũng gọi những người phụ trách cầu nguyện và bói toán này là "Âm Dương sư". Dù thoạt nhìn, những người này giống giáo sĩ hơn.